# Leptopeza biplagiata
Leptopeza biplagiata är en tvåvingeart som först beskrevs av Mario Bezzi 1912.  Leptopeza biplagiata ingår i släktet Leptopeza och familjen puckeldansflugor.
Artens utbredningsområde är Taiwan. Inga underarter finns listade i Catalogue of Life.